# Szabái nyelv
A szabái (vagy szabeus, ritkán sábai) nyelv a nyugati délsémi nyelvek közé tartozó ódélarab nyelv négy legjobban ismert dialektusának egyike. Az i. e. 1. évezred és i. sz. 6. század között, a mai Jemen területén található szabeus királyságban és a környező törzsek által beszélt nyelv.
Jól dokumentált korpusza nagyszámú feliratból ismert, melyek írására az ódélarab írást használták.

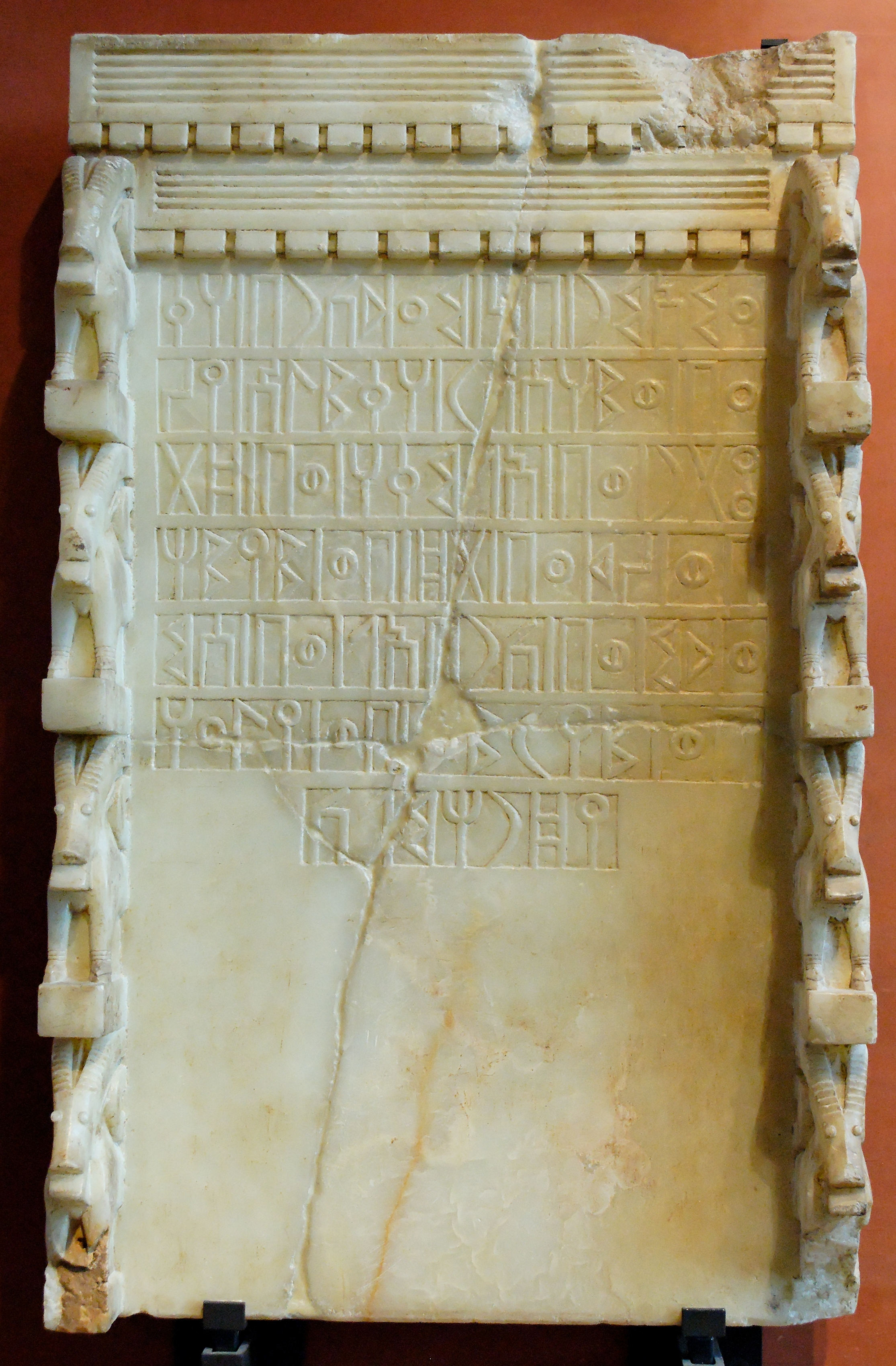
Az Almaka-sztélé. Szabái alabástrom dedikációs sztélé Almaqa holdistennek. I. e. 700 körül, Marib, Jemen. Felirata:
Ammíamar, Madíkarib fia adományozta (ezt) Almaka Raszuhumúnak. 'Athtarral, Almakával, dhát-Himjámmal, dhát-Badánnal, Waddummal, Karibíllel, Szumhualival, Ammírajammal és Jadhrahmalikkal

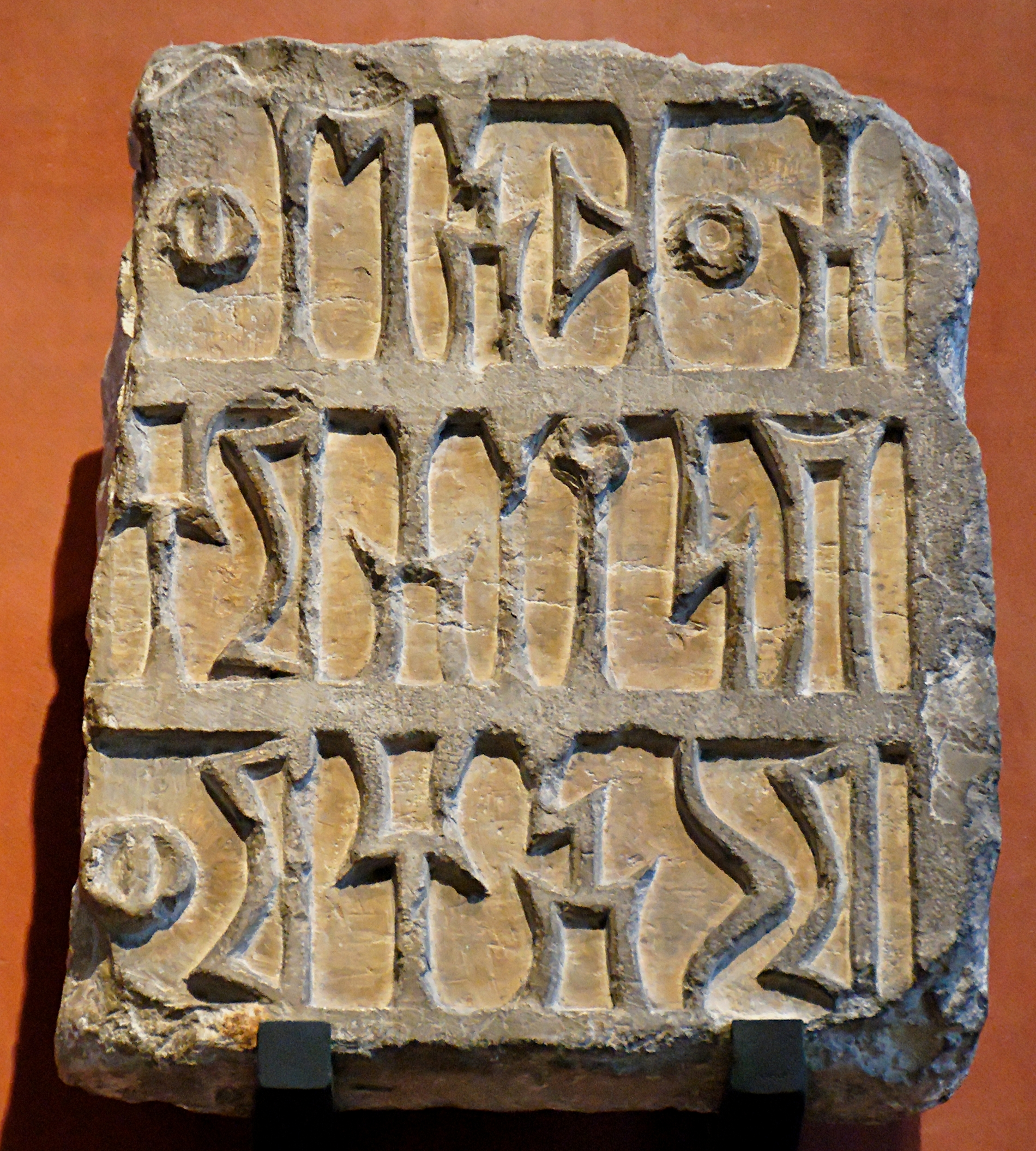
Mészkőlap-töredék szabái dedikációs felirattal. i. sz. 1. század, Dél-Arábia

## Lásd még
- Szabá
- Ódélarab feliratok

## Külső hivatkozások
- CSAI: Corpus of South Arabian Inscriptions Az ódélarab feliratok digitális adatbázisa.
- SIL
- LiguistList Archiválva 2009. december 25-i dátummal a Wayback Machine-ben
- Az Abraha' felirat Archiválva 2016. február 3-i dátummal a Wayback Machine-ben a Smithsonian National Museum of Natural History honlapján. Kép, átírás és angol fordítás.